# Grenada címere

Grenada címere

Grenada címere egy pajzs, melyet egy sárga kereszt négy részre oszt. A kereszt közepén Kolumbusz hajóját, a Santa Mariát ábrázolták. Az első és negyedik negyed vörös színű egy-egy sárga oroszlánnal, míg a második és harmadik negyed zöld színű a Madonna jelképével. A pajzs alatti fehér szalagon olvasható az ország mottója: „Ever conscious of God we aspire, build and advance as one People” (Istent mindig gondolatainkban tartva vágyunk, építünk és fejlődünk egy népként).